# Cassiopea andromeda
Cassiopea andromeda is een schijfkwal uit de familie Cassiopeidae. De kwal komt uit het geslacht Cassiopea. Cassiopea andromeda werd in 1775 voor het eerst wetenschappelijk beschreven door Forsskål. 